# Стремоусов Кирило Сергійович
Кирило Сергійович Стремоусов (рос. Кирилл Сергеевич Стремоусов — 26 грудня 1976, смт Гольмівський, Донецька область — 9 листопада 2022, Генічеський район, Херсонська область) — український проросійський громадський діяч, блогер, колаборант з Росією під час російсько-української війни. За підозрою у державній зраді був занесений у базу центру «Миротворець».
2022 року, під час російського вторгнення в Україну, перейшов на бік ворога, очоливши тимчасовий окупаційний орган влади у Херсоні — «Комітет порятунку за мир і порядок».

## Життєпис
Народився 26 грудня 1976 року в смт Гольмівському Микитівської райради Донецької області. Здобув вищу освіту в Тернопільській академії народного господарства. Має п'ятьох дітей і називає себе православним християнином. Протягом п'яти років Стремоусов мав фірму «Вега», яка займалася продажем кормів для риб за кордоном. Пізніше він працював начальником Генічеської рибної інспекції. У 2007 році він обійняв керівну посаду у Київському комітеті рибного господарства. Пропрацювавши там 2 роки, він поїхав до Херсона, де у 2009 році заснував інформаційне агентство «Таврія-Ньюс» разом з Устином Мальцевим.
Після заснування агентства, Стремоусов подорожував до Америки. Після повернення до України він захопився езотерикою: проводив семінари з містичного підходу до здорового способу життя і став членом проросійської секти «Концепція громадської безпеки» (рос. Концепция общественной безопасности). У цій конспірологічній організації поєднуються ідеї російського націоналізму, езотерики, язичництва та фрагменти інших вчень, але однією з її цілей є створення «єдиної східнослов'янської держави». Активісти організації в Херсоні брали участь у місцевих антимайданах, нападаючи на жителів міста.
У грудні 2013 року зареєстрував ГО «За президента України», яка мала надавати публічну підтримку Віктору Януковичу. Тоді він стверджував, що особисто спілкувався з В. Януковичем, а також хвалив його та казав, що українська державність зберігається лише завдяки Януковичу. Також Стремоусов мав зв'язок з організацією Віктора Медведчука «Український вибір».

### Скандали
У 2010 році Стремоусов обманом змусив профспілку заводу ім. Петровського захопити власне ж підприємство. У цьому йому допомагали представники київських лівих організацій на кшталт Андрія Манчука. Зараз більшість з цих помічників воюють у складі проросійських угруповань проти України.
У травні 2013 року був одним з організаторів пробіжки «Спасибо за победу» («Дякую за перемогу») на якій були присутні прапори ультраправих націонал-патріотичних організацій Росії.
Стремоусов був організатором проросійського мітингу в Херсоні 1 березня 2014 року. Стремоусов мав наміри та можливості здійснити захоплення адміністративних будівель у місті з метою встановлення т. зв. «Херсонської Народної Республіки».
У лютому 2017 року Стремоусов побив поліціянта. 7 лютого того самого року до кабінету міського голови Херсона майже безперешкодно зайшли шість чоловіків, троє з яких — херсонці Кирило Стремоусов, Роман Цвях та Дмитро Семен, позиціонували себе «активістами та громадськими діячами», і ще троє невідомих молодих людей, які знімали кожен крок «активістів» на камери мобільних телефонів. Секретаря приймальні, яка намагалася з'ясувати мету візиту, вони просто відсунули. Потім насильно вивели мера із будівлі міськради та на вулиці повалили його на тротуар. Потім Кирило Стремоусов на камеру сказав, що у такий спосіб вони хочуть «провчити» мера та змусити його розчистити вулиці від ожеледиці.
Також у 2017 році з'явилося відео, де Стремоусов крутив свою чотирирічну дочку за ноги навколо своєї голови. Стремоусов сказав, що він чує, як у його дитини «хрумтять кістки», і заявив, що ця дивна практика викликає у неї «приємні відчуття».
5 квітня 2018 року у Херсоні на працівників СБУ напали сепаратисти. Виконувачка обов'язків керівника справами мерії Херсона Катерина Гандзюк повідомила, що на чолі нападників стояв сепаратист Кирило Стремоусов. Зловмисники намагалися звільнити капітана судна «Норд», яке заарештували в Азовському морі.
21 травня 2018 року, погрожуючи охоронцеві платного пляжу, увірвався на територію, що охоронялася, а коли його хотіла звідти вивести охорона, напав на охоронця, вистріливши в нього з травматичного пістолета.
18 січня 2019 року Стремоусов став учасником подій у пресклубі газети «Новий день». Під час конференції із перевізниками стався інцидент зі стріляниною та розпиленням сльозогінного газу. Журналіст видання ПІК Олександр Корняков, який був на місці події, стверджував, що, окрім невідомих чоловіків, газ розпилював і голова обласної організації Соцпартії Кирило Стремоусов, який представлявся журналістом. Поліція затримала учасників конфлікту та попередньо відкрила провадження за хуліганство. Кирила Стремоусова тимчасово відсторонили від посади, 19 січня його затримали і призупинили його членство у Соцпартії. У квітні цього ж року Стремоусов разом із групою осіб намагався «відбити» у представників кримської СБУ затриманого на лінії розмежування активного учасника анексії Криму, депутата нелегітимної міськради Євпаторії від «Єдиної Росії» Сергія Осьмініна.
У травні 2020 року Кирила Стремоусова помітили під час рейдерського захоплення будівлі «Херсонбуду». У червні того ж року двоє людей, серед яких Кирило Стремоусов, вчинили напад на журналіста онлайн-видання «Вгору» Дмитра Багненка. Вони провокували журналіста, ображали, а коли він намагався викликати поліцію, то вдарили по голові. 20 серпня контррозвідники Служби безпеки України викрили діяльність агентурної мережі ФСБ Росії в Херсонській області, у межах операції в працівника видання «Медиа-поток» та блогера Кирила Стремоусова провели обшук, під час якого вилучили телефон і комп'ютери.
На своєму YouTube каналі Стремоусов обговорював тему «біологічних лабораторій США» в Україні (одна з яких нібито знаходиться в Херсоні) і також звинувачує владу в поширенні COVID-19. Зокрема піднімає тему «хвилі фашизму в Україні». Згодом його канал заблокували через дезінформацію про коронавірус.
29 вересня того ж року під Кабміном пройшла акція протесту «Стоп карантин — Стоп геноцид!», яку організував рух Сергія Мікітена. Спікерами мітингу зокрема був Кирило Стремоусов.
Протягом жовтня 2020 року на платформі YouTube з'явилася низка відео, де Кирило Стремоусов анонсував можливість будь-кому отримати посвідчення журналіста. Для цього, за словами автора, достатньо заповнити анкету і надіслати разом із фото. Виходячи з цих висновків, Комісія з журналістської етики вбачає в діях Кирила Стремоусова грубе порушення ст. 19 Кодексу етики українського журналіста «Свідоме порушення норм журналістської етики є абсолютно несумісним з професійною журналістикою» та оголосила публічний осуд.

### Смерть
9 листопада 2022 року російські ЗМІ, з посиланням на водія Стремоусова та джерела в силових структурах, повідомили про смерть Стремоусова внаслідок ДТП в районі Генічеська. О 7 вечора, того ж дня, від так званого «Міністерства охорони здоров'я Херсонської області» надійшло підтвердження про смерть Кирила Стремоусова. Смерть Стремоусова настала за два дні до звільнення м. Херсона. Проте, як повідомляють вітчизняні ЗМІ, його смерть могла бути імітацією.
Похований у Сімферополі на цвинтарі «Абдал».

## Політика
З 28 листопада 2017 року по 19 січня 2019 року очолював місцевий осередок проросійської Соціалістичної партії України у Херсоні.
У 2019 році під час виборів до Верховної Ради України балотувався по 182-му виборчому округу як самовисуванець. Не був обраний.
У 2020 році під час місцевих виборів в Україні балотувався на посаду міського голови Херсона. Не був обраний.
З 2021 року був членом проросійської партії «Держава» (забороненої в Україні у 2022 році).

## Колабораціонізм
Після широкомасштабного вторгнення Росії до України Стремоусов зайняв проросійську позицію. 16 березня 2022 року в будівлі Херсонської облради він очолив незаконне зібрання псевдооргану російської окупаційної адміністрації разом з місцевими колаборантами «Комітету спасіння за мир і порядок». Комітет ставив собі на меті переконати мешканців області, що українська держава втратила здатність управляти регіоном, та закликали до підтримки окупації РФ.
17 березня 2022 року Херсонська обласна прокуратура відкрила проти Стремоусова процесуальне керівництво у кримінальному провадженні, розпочатому за фактом надання іноземній державі допомоги в проведенні підривної діяльності проти України, вчиненого в умовах воєнного стану (ч. 2 ст. 28, ч. 2 ст. 111 КК України).
Зокрема, Кирило Стремоусов пригрозив «інакомислячим» в окупованому Херсоні російським ув'язненням. Також у своєму відеозверненні Стремоусов пообіцяв «перепис населення» і покарання для «тих, хто жив на гранти».
Стремоусов також пообіцяв ввести на окупованій території в грошовий обіг російський рубль з 1 травня 2022 року, однак, попри гучні заяви, українська гривня залишилася в обігу.
11 травня 2022 року, Стремоусов заявив, що окупаційна адміністрація проситиме включити Херсонську область до складу Російської Федерації без референдуму як повноцінний регіон. Згодом у Херсоні масово з'явилися листівки, в яких оголошена нагорода в півмільйона гривень за голову Стремоусова. Після цього Стремоусов втік з Херсона до тимчасово окупованого Донецька.

## Слідство
15 лютого 2023 року, було повідомлено, що вже ліквідованого Стремоусова планували судити в Одесі. Справу мав розглядати Малиновський райсуд, її передали з Миколаєва. При цьому, факт смерті Стремоусова українською державою не було зафіксовано. У жовтні 2023 року, суд ухвалив вирок: судова колегія на чолі з Сергієм Черевком засудила його до 9 років за колабораціонізм, до 13 років із конфіскацією за держзраду і до довічного ув'язнення за держзраду в умовах збройного конфлікту.